# Robert Wälder
Robert Wälder (geboren 20. Februar 1900 in Wien; gestorben 28. September 1967 in Broomall; auch Robert Waelder) war ein austroamerikanischer Psychoanalytiker und Mitglied der Wiener Psychoanalytischen Vereinigung.

## Leben
Robert Wälder war ein Sohn des jüdischen Händlers Joseph Wälder und der Helene Mautner. Er studierte er an der Universität Wien Physik und wurde 1922 promoviert. Er erhielt ein Patent für die Verstärkung der Absorption von Kohlenstoff. Der erste persönliche Kontakt zu Sigmund Freud erfolgte 1922. Bereits 1924 wurde er in die Wiener Psychoanalytische Vereinigung aufgenommen. Zuvor absolvierte er Lehranalysen bei Anna Freud und Herrmann Nunberg.  Seit 1932 war Wälder gemeinsam mit Ernst Kris als Redakteur für die Zeitschrift Imago tätig.  Seine Ehefrau, die Wiener Psychoanalytikerin Jenny Pollak, war ebenfalls Mitglied der Wiener Psychoanalytischen Vereinigung. 1938 emigrierte das Ehepaar Wälder in die USA. Die Ehe wurde 1941 geschieden. Wälder lehrte am Psychoanalytischen Institut Boston. 1963 wurde er Professor für Psychoanalyse am Psychiatrischen Institut des Jefferson Medical College in Philadelphia. Am 28. September 1967 starb er an einem Herzinfarkt in Broomall, Pennsylvania.
Der Psychoanalytiker Wolfgang Loch beschrieb Robert Wälder als einen Pionier der Psychoanalyse, der dazu beigetragen habe, deren Einheit und Einzigartigkeit zu bewahren. Samuel Guttmann erinnerte in seinem Nachruf daran, dass Wälder bemüht war, sowohl das Wertvolle der Vergangenheit zu bewahren als auch dem freien Spiel einer kritischen Intelligenz („the free play of the critical intelligence on the present“) das Wort zu reden. Obwohl er herzkrank war und insbesondere in seinen letzten Lebensjahren unter seiner angeschlagenen Gesundheit gelitten habe, hätte er seine produktivste Zeit in seinen letzten Lebensjahren gehabt und dies, so Guttmann, nicht trotz, sondern wegen seiner Krankheit.

## Wirken
Wenn auch mit anderem Zugang als sein Zeitgenosse Herbert Rosenfeld, der als Vorkämpfer für die psychoanalytische Behandlung von Psychosen galt und seine diesbezügliche Arbeit in seinem Buch Zur Psychoanalyse psychotischer Zustände theoriengeleitet und mit Fallbeispielen darlegte, war einer der Schwerpunkte von Wälders Schaffen seine Beschäftigung mit Psychosen und anderen schweren Störungsbildern. Seinen ersten Vortrag vor der Wiener Fachgesellschaft widmete er 1924 den Psychosen. Daneben befasste er sich, wie Edward Kronold in seinem Nachruf mitteilte, mit der Anwendung der Psychoanalyse auf Probleme der Sozial- und Politikwissenschaft, die er in seinem letzten Buch Progress and Revolution zusammenfasste.

### Über schizophrenes und schöpferisches Denken (1926)
In seiner Schrift Über schizophrenes und schöpferisches Denken bezieht sich Wälder auf Freuds Schrift zur Genese der Paranoia. Anhand einer Fallgeschichte über einen Mann, der dem Wahn verfiel, zu einer Frau umgewandelt werden zu müssen, um die Welt zu erlösen, entwickelte Freud die These, dass die Paranoia letztlich auf verdrängte sexuelle – in diesem Fall: homosexuelle – Triebimpulse basiere. Laut Wälder gehöre die Paranoia zu jenen Psychosen, deren Symptome (Wahnbildung, Kontaktverlust mit der äußeren Welt, autistisches Verhalten) „teilweise dem Rückzug der Libido von der Außenwelt, teilweise der unvollständigen Wiederherstellung der Objektbeziehungen zuzuschreiben sind“. Aus dieser Perspektive könnte, so schlussfolgert Wälder, hinter dem Verfolgungswahn im Grunde der unbewusste Wunsch nach der Wiederaufnahme einer verloren gegangenen oder in der Vergangenheit vergeblich ersehnten Liebesbeziehung stehen. Der Verfolgungswahn lässt sich mit Wälder als Projektionsmechanismus und damit als Versuch interpretieren, die Verbindung zur äußeren Realität wiederherzustellen. Die typischen Weltrettungsphantasien und Größenideen bei den Psychosen seien eine narzisstische Kompensation, basierend auf einem neuen Ich-Ideal, das ein teilweises Ausleben der verdrängten Triebimpulse bzw. unerlaubter Sexualwünsche im Rahmen eines neu geschaffenen Weltbildes erlauben soll.

### Das Prinzip der mehrfachen Funktion (1930)
Robert Wälder knüpft in seinem Aufsatz Das Prinzip der mehrfachen Funktion an den psychoanalytischen Fachbegriff Überdeterminierung an. Überdeterminierung bedeutet – vereinfacht –, dass jedes psychische Geschehen nicht nur eine, sondern viele Ursachen hat. Wälder konkretisiert diesen Gedanken dahingehend, dass er postuliert, dass jeder psychische Akt der Erfüllung mehrerer Aufgaben gleichzeitig diene. Weil der Organismus immer in seiner Gesamtheit reagiert und alle Aufgaben (Triebbefriedigung, Triebhemmung, Realitätsbewältigung, Gewissensberuhigung usw.) in ihm ständig lebendig sind, „muss jeder Lösungsversuch einer Aufgabe durch das Vorhandensein und Wirksamsein der anderen mitbestimmt, verändert, zurechtgebogen werden, bis er, wenn auch noch so unvollkommen, als Lösungsversuch für alle diese Aufgaben dienen kann und damit eben auch notwendig seine mehrfache Bedeutung erhalten hat.“ Einfacher formuliert heißt das, dass es einem Menschen nur dann gelingt, zu lieben oder zu arbeiten, wenn bestimmte starke andere Triebe dabei mitbefriedigt werden.

### Das Freiheitsproblem in der Psychoanalyse und das Problem der Realitätsprüfung (1934)
Der in der Zeitschrift Imago im Jahre 1934 erschienene Aufsatz Das Freiheitsproblem in der Psychoanalyse und das Problem der Realitätsprüfung thematisiert den Aspekt der Freiheit des gesunden und neurotischen Menschen. Der Mensch unterscheide sich, so Wälder, vom Tier durch das Über-Ich, was sich daher auch als das „menschliche Ich“ bezeichnen lasse. Die menschliche Dialektik bestehe darin, dass das Über-Ich einerseits den Menschen in die Lage versetze, sich selber zu beobachten und „sich über sich selber zu erheben“, andererseits aber die menschliche Freiheit einschränke, indem es die inneren Triebe hemme. Der gesunde Mensch unterscheide sich von dem Neurotiker nur graduell, insofern als der Neurotiker zwar – ebenso wie der gesunde Mensch – über eine intakte Realitätsprüfung verfüge, zugleich aber zu stark eingenommen sei von einem Stück seines Affektlebens, von Schmerz, Sehnsucht oder Schuldgefühl.

### Zur Frage der psychischen Konflikte im frühen Lebensalter (1936)
In dem Aufsatz Zur Frage der psychischen Konflikte im frühen Lebensalter kritisiert Wälder insbesondere die Auffassung von Melanie Klein hinsichtlich der Bedeutung von sexuellen und aggressiven Phantasien von Kindern im Kleinkindalter, an die sich Analysanden im psychoanalytischen Prozess vermeintlich erinnern.  Wälder zufolge könnten allerdings Erinnerungen erst mit der fortgeschrittenen Sprachentwicklung entstehen. Auch sei das von Melanie Klein postulierte hohe Maß an Destruktivität bei Kleinkindern unplausibel und tatsächlich kaum bzw. nur in wenigen, sehr pathologischen Fällen, zu beobachten.

### Die Grundlagen der Psychoanalyse (1960)
Robert Wälder bemühte sich in seinen Schriften um eine Verständigung innerhalb der psychoanalytischen Community auf der Grundlage der Schriften Sigmund Freuds. In seinem 1960 in den USA (und 1969 erstmals in deutscher Übersetzung im Fischer Verlag erschienenen) Werk Basic Theory of Psychoanalysis (Die Grundlagen der Psychoanalyse) vertritt Wälder eine eher orthodoxe Sicht der Psychoanalyse im Sinne Sigmund Freuds. Ihm zufolge gehört hierzu vor allem die starke Bedeutung der Dynamik des Unbewussten sowie die zentrale Rolle der kindlichen Sexualität und des Ödipuskomplexes bei der Entstehung von Neurosen. Damit wendet sich Wälder insbesondere gegen die in der Nachkriegszeit immer stärker aufkommende Ich-Psychologie, die er im Grunde als eine Weiterentwicklung der Ansichten von Alfred Adler, der 1911 mit Freud gebrochen hatte, interpretiert.

## Schriften (Auswahl)
- The psychoses. Their mechanisms and accessibility to influence. In: International Journal of Psycho-Analysis. Band 6, 1925, S. 259–281 (englisch).
- Die psychoanalytische Theorie des Spieles. In: Zeitschrift für psychoanalytische Pädagogik. Band 6, Nr. 5–6, 1932, S. 184–194.
- Ätiologie und Verlauf der Massenpsychosen. Mit einem soziologischen Anhang: Über die geschichtliche Situation der Gegenwart. In: Imago. Band 21, Nr. 1, 1935, S. 67–82 (pep-web.org [abgerufen am 29. Mai 2022]).
- The problem of the genesis of psychical conflict in earliest infancy. Remarks on a paper by Joan Riviere. In: International Journal of Psycho-Analysis. Band 18, 1937, S. 406–473 (englisch, pep-web.org [abgerufen am 29. Mai 2022]).
- Kriterien der Deutung. In: Internationale Zeitschrift für Psychoanalyse. Band 24, Nr. 1–2, 1939, S. 136–145 (pep-web.org [abgerufen am 29. Mai 2022]).
- The structure of paranoid ideas. A critical survey of various theories. In: International Journal of Psycho-Analysis. Band 32, 1951, S. 167–177 (englisch, pep-web.org [abgerufen am 29. Mai 2022]).
- Psychiatry and the Problem of Criminal Responsibility. In: University of Pennsylvania Law Review. Band 101, Nr. 3, 1952, S. 378–390, JSTOR:3309863 (englisch).
- Freud und die Geschichte der Wissenschaft. In: Psyche. Band 11, Nr. 3, 1957, S. 210–219 (pep-web.org [abgerufen am 29. Mai 2022]).
- Psychoanalysis, scientific method, and philosophy. In: Journal of the American Psychoanalytic Association. Band 10, Nr. 3, 1962, S. 617–637 (englisch).
- Über psychischen Determinismus und die Möglichkeit der Voraussage im Seelenleben. In: Psyche. Band 20, Nr. 1, 1966, S. 5–28 (pep-web.org [abgerufen am 29. Mai 2022]).
- The principle of multiple function. Observations on over-determination. In: The Psychoanalytic Quarterly. Band 76, Nr. 1, 2007, S. 75–92 (englisch). Im deutschen Text als Scan frei verfügbar bei archive.org/COTIPUB: Das Prinzip der mehrfachen Funktion. Bemerkungen zur Überdeterminierung. In: Internationale Zeitschrift für Psychoanalyse. Band 16, Nr. 3/4, 1930, S. 285–300 (archive.org).